# Pinnatella calcutensis
Pinnatella calcutensis là một loài Rêu trong họ Neckeraceae. Loài này được M. Fleisch. miêu tả khoa học đầu tiên năm 1906.